# براعة

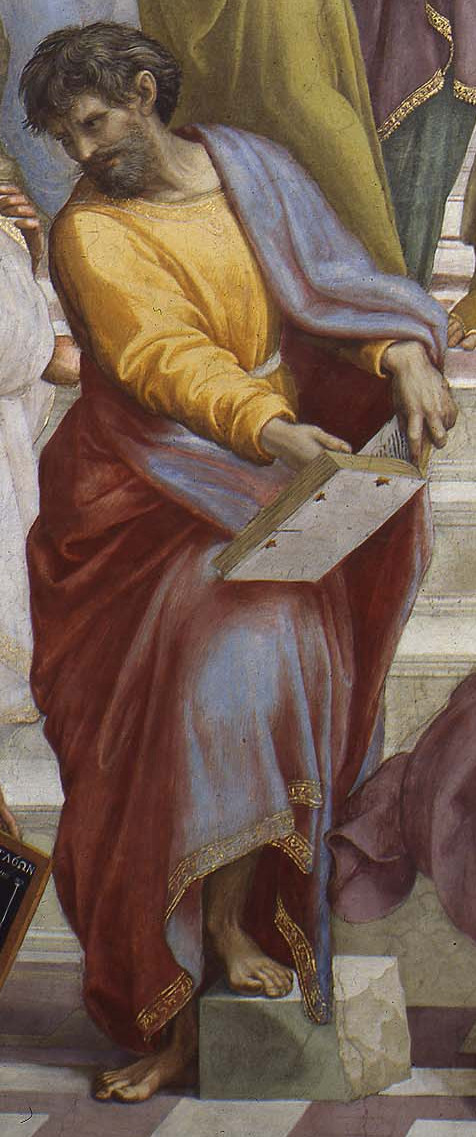
بارمينيدس, فليسوف يوناني

البراعة (بالإنجليزية: Know-how)‏، هي مصطلح للمعارف العملية حول كيفية إنجاز شيء ما، وبمعنى آخر هي معرفة كيفية القيام بشيء ما بسلاسة وكفاءة. وتتأثر البراعة بدقة الهدف المعلن، وطرق التدريس التطبيقي، والتعلم، وأساليب التقييم، وخصائص البيئة الداخلية والخارجية لأصحاب المصلحة المشاركين في العملية.